# South Park (Ilford)
Pour les articles homonymes, voir South Park (homonymie).
South Park est un parc édouardien situé au sud d'Ilford, dans l'est de Londres. Il s'agit d'un des plus grands espaces ouverts du quartier londonien de Redbridge. Il a récemment obtenu le statut de drapeau vert.

## Géographie

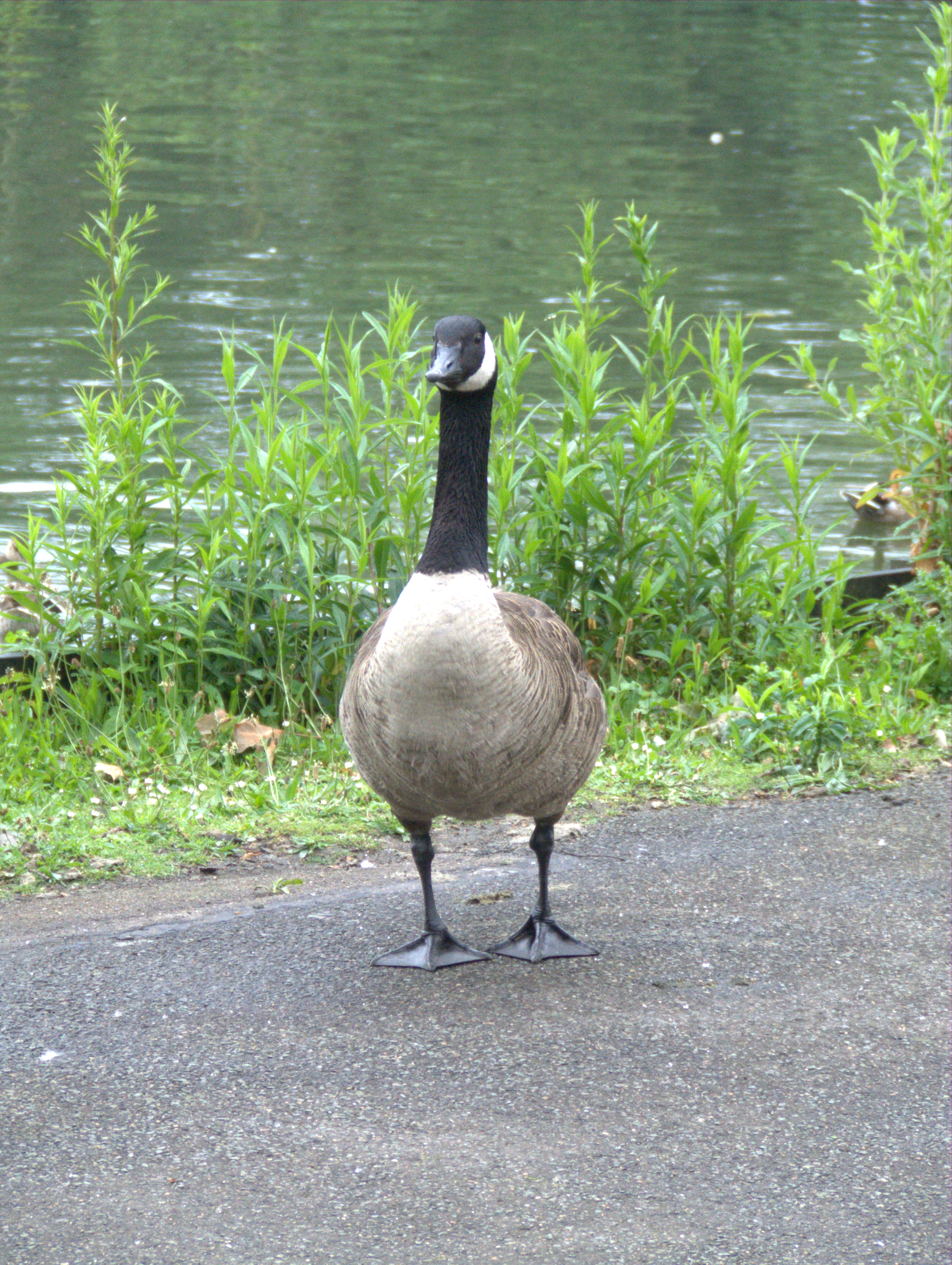
Une bernache du Canada à côté du lac à South Park

Le parc est un parc de 13,5 hectares  sur d'anciennes terres agricoles qui ont été vendues au Conseil d'Ilford en 1899 pour 11 200 £. Le parc a été ouvert au public le 10 mai 1902. Il contient un certain nombre de grands arbres, un lac qui est alimenté par Loxford Water et des installations de loisirs, notamment des courts de tennis et des terrains de football. 

## Faune
Le parc abrite un certain nombre d'espèces sauvages, notamment des canards colverts, des bernaches du Canada, des canards fuligules, des oies cendrées et des cygnes tuberculés. Le grand cormoran, le héron cendré et les oies égyptiennes sont également fréquemment observés. 
En 2011, un nouveau centre d'éducation et d'information sur la faune a été inauguré dans l'ancien hangar à bateaux dans le cadre d'un partenariat entre le London Borough of Redbridge et le South Park User Group. 
Le parc est connu comme refuge pour les chauves-souris et une marche annuelle d'observation des chauves-souris est organisée en septembre par le London Borough of Redbridge. Il existe trois espèces qui sont couramment présentes, la pipistrelle commune, la pipistrelle soprano et la noctule commune. La chauve-souris de Daubenton est moins souvent aperçue. 

## Alentours
La zone autour du parc est devenue connue sous le nom de South Park et l'école primaire voisine, dont le bassin versant couvre une grande partie du sud de Redbridge, est connue sous le nom de South Park Primary School. 

## Galerie

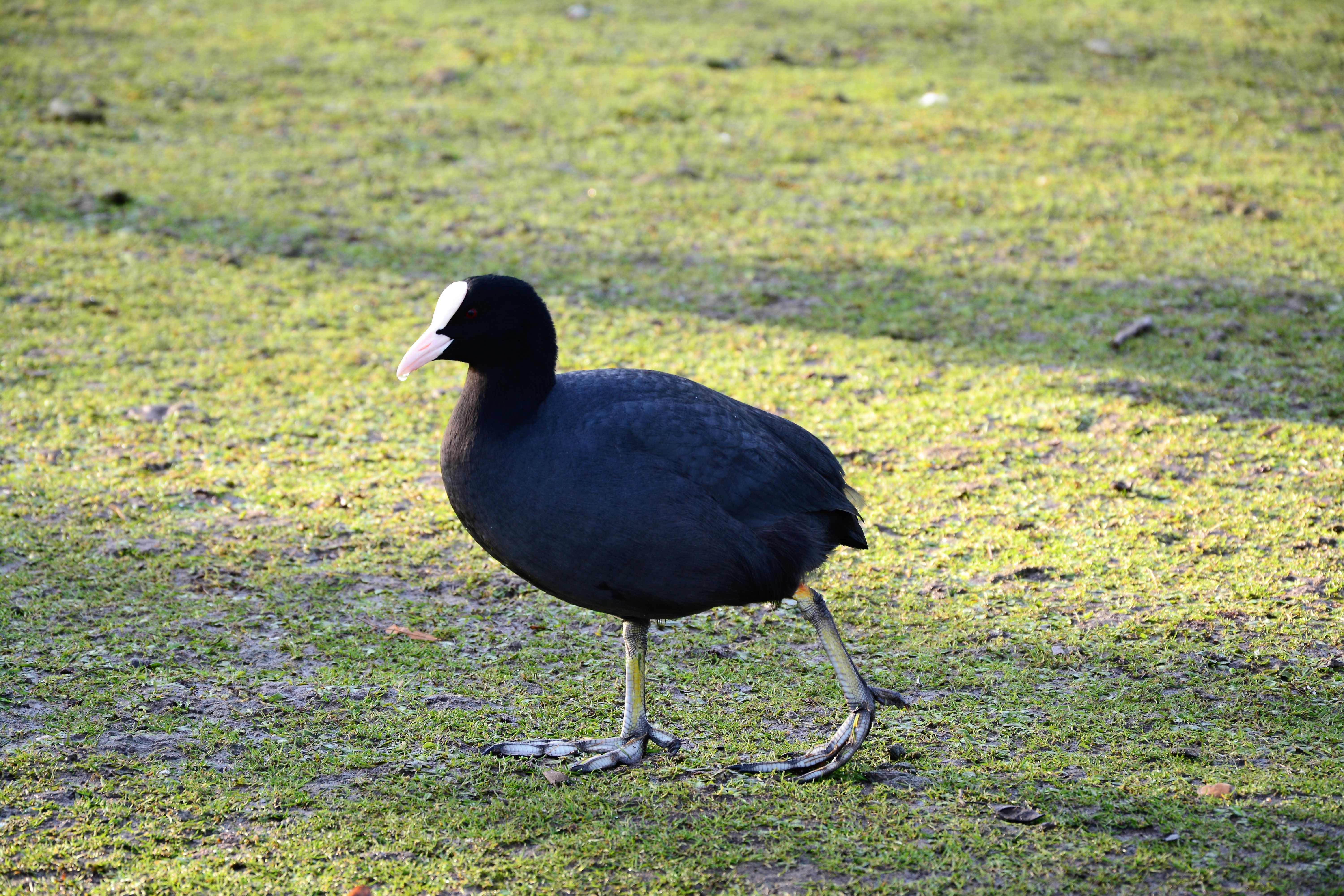
Foulque dans South Park

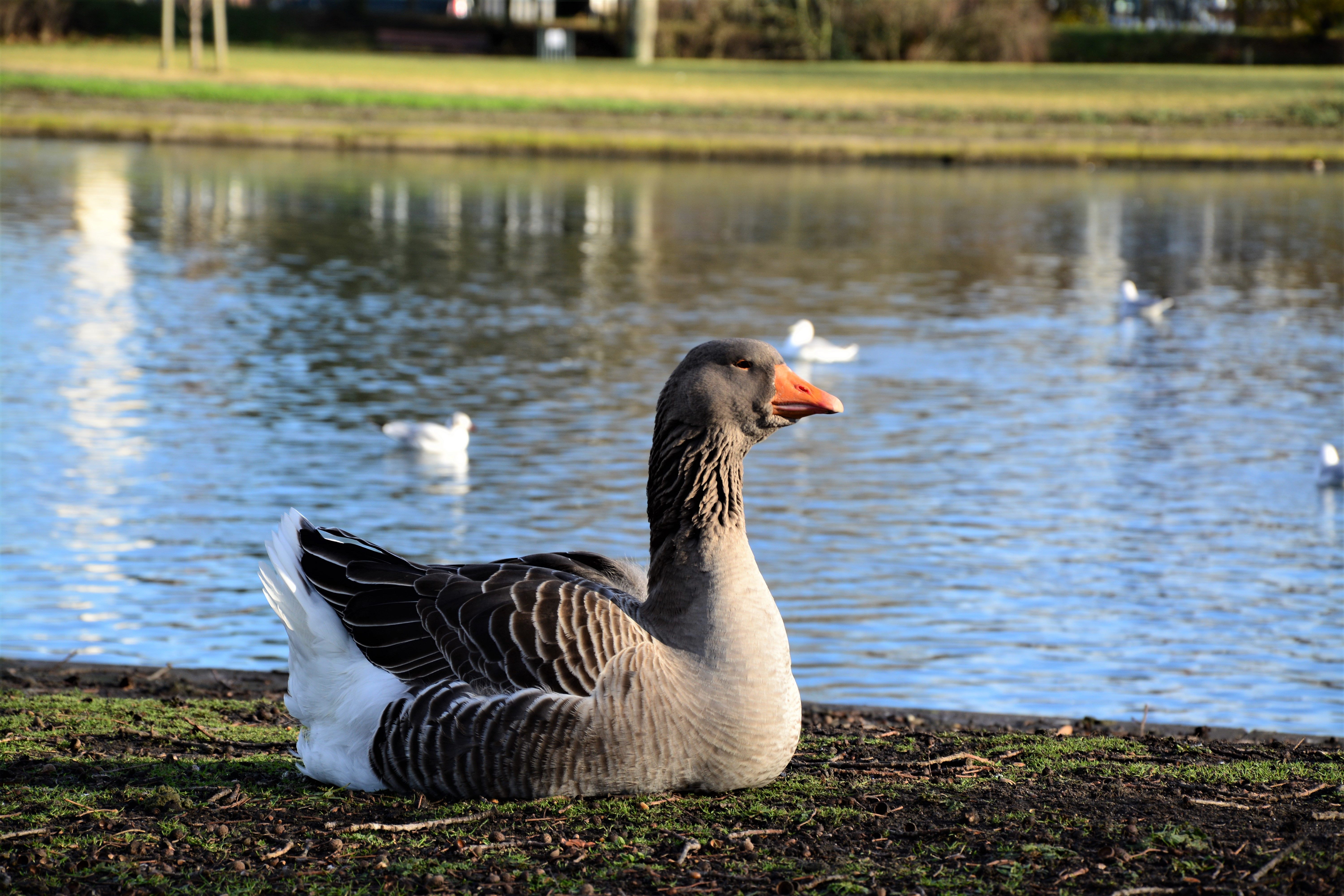
Greaylag Goos près du lac

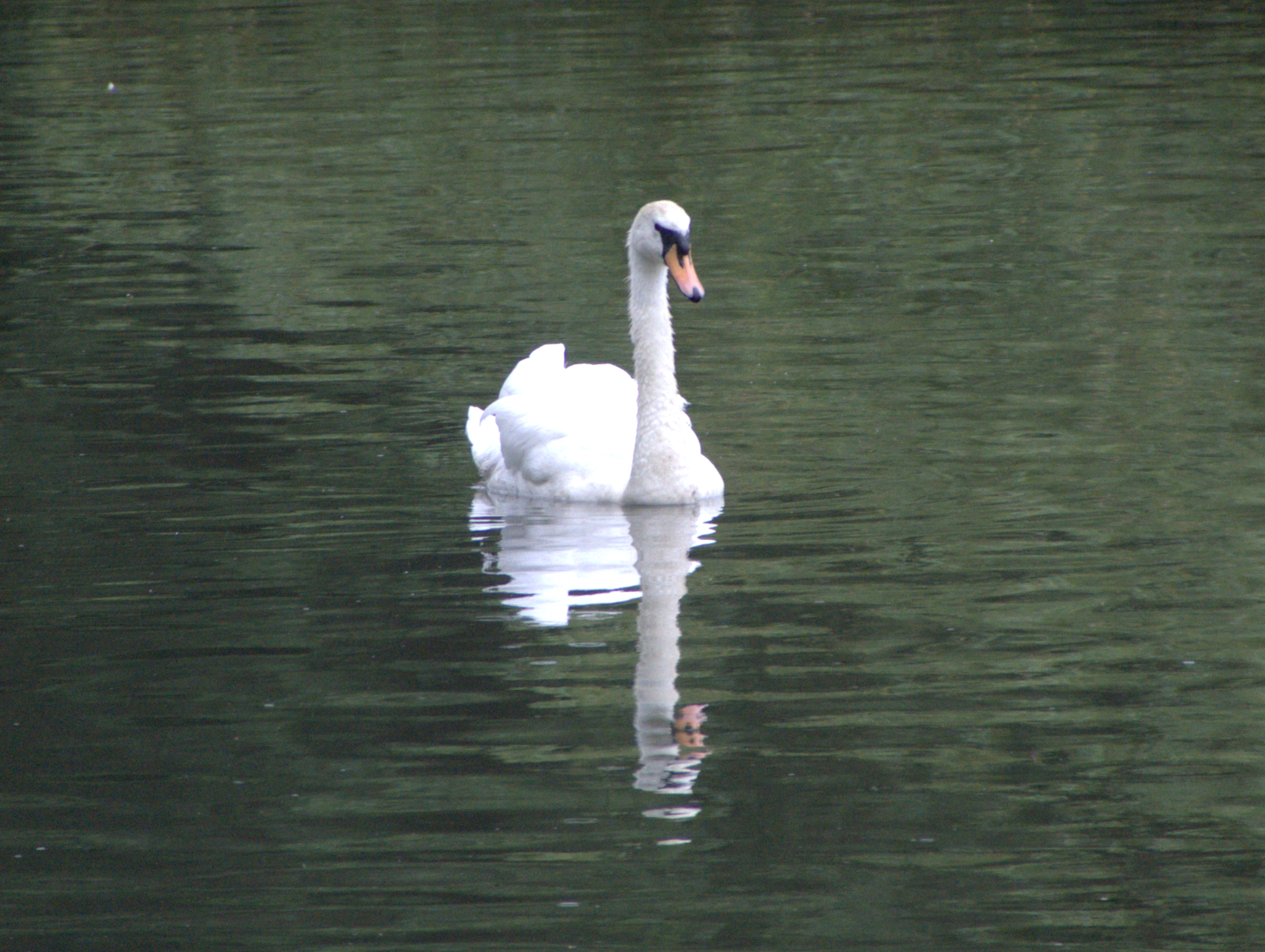
Un cygne muet à South Park
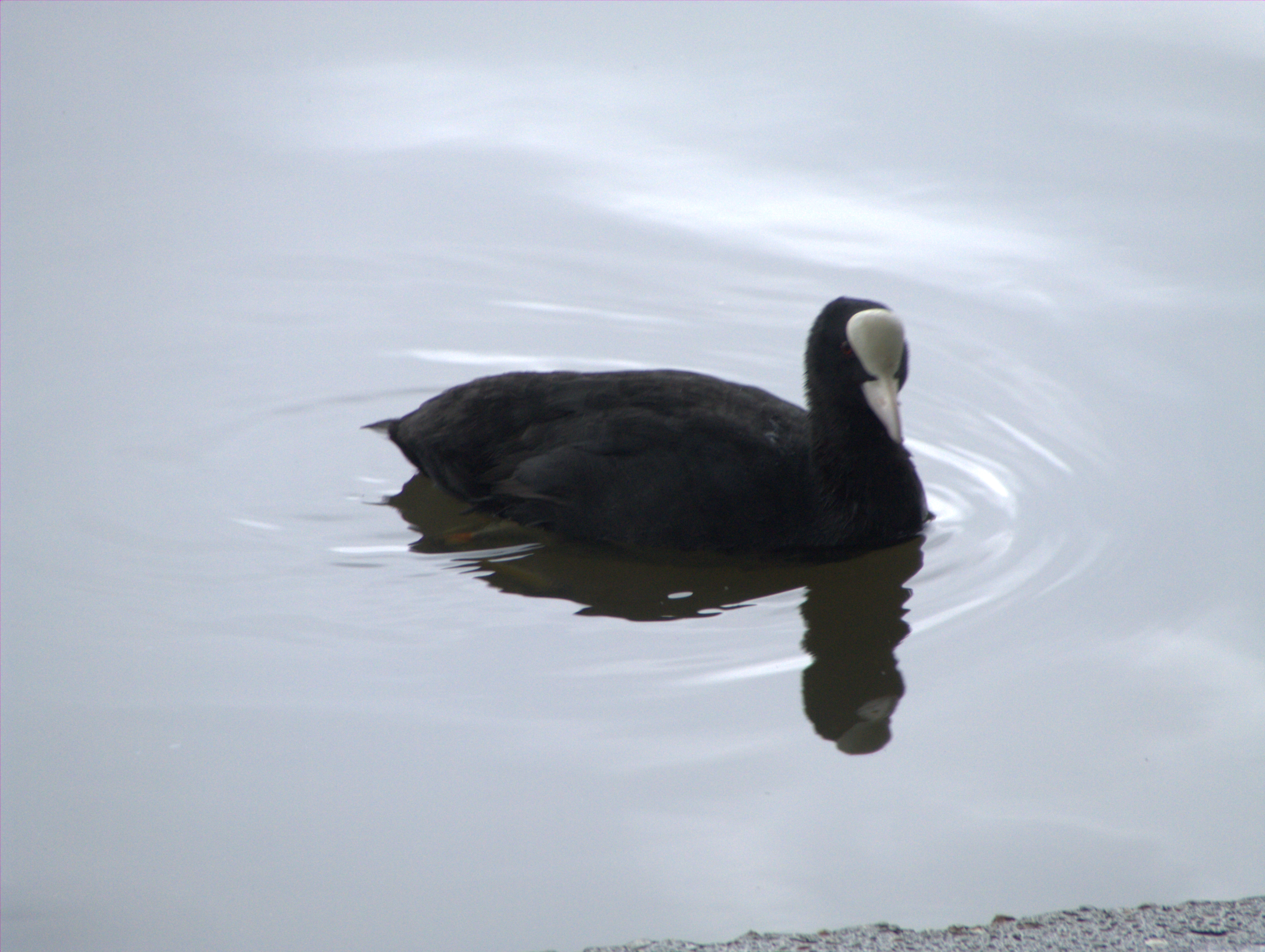
Un foulque à South Park

## Voir également
- École primaire de South Park
- Valentines Park, un parc à proximité